# بالارفتن نقطه جوش

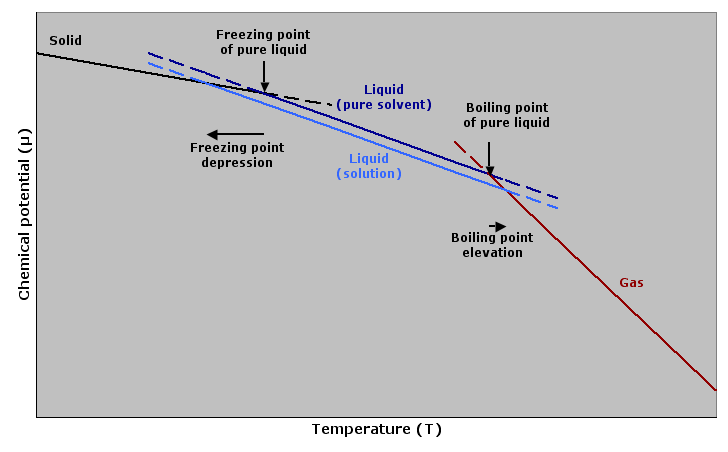
نمودار اصلی پتانسیل شیمیایی در برابر دما

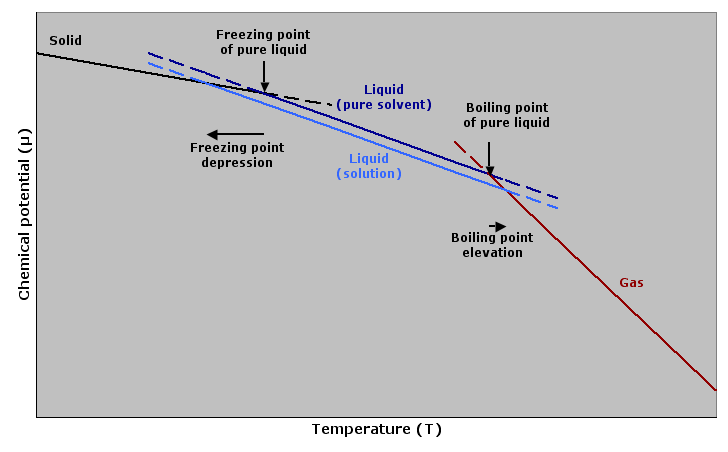
نمودار اصلی پتانسیل شیمیایی در برابر دما که افسردگی نقطه انجماد و ارتفاع نقطه جوش را توضیح می دهدنمودار اصلی پتانسیل شیمیایی در برابر دما که افسردگی نقطه انجماد و ارتفاع نقطه جوش را توضیح می دهدنمودار اصلی پتانسیل شیمیایی در برابر دما که افسردگی نقطه انجماد و ارتفاع نقطه جوش را توضیح می دهدنمودار اصلی پتانسیل شیمیایی در برابر دما که افسردگی نقطه انجماد و ارتفاع نقطه جوش را توضیح می دهد

بالارفتن نقطه جوش، پدیده‌ای را گویند که در آن، با اضافه کردن ترکیب‌ها و ناخالصی‌ها (حل شونده‌ها) به یک مایع (حلال)، نقطه جوش محلول حاصل بالاتر می رود. به این معنی که یک محلول ناخالص نقطه جوش بالاتری از همان محلول مشابه اما خالص دارد. این اتفاق زمانی می‌افتد که هر ناخالصی حل شده غیر فرار، مانند نمک‌های حلال به محلولی مانند آب خالص اضافه شوند. برای آزمایش این موضوع از ابزاری به نام ابولیوسکوپ استفاده می‌شود که می‌تواند نقطهٔ جوش ماده را به دقت اندازه‌گیری کند.